# Чеведале
Чеведале (итал.  Cevedale, нем.  Zufallspitze) — гора в итальянских областях Трентино-Альто-Адидже и Ломбардия.

## Описание
Гора в Центральных Альпах, в горном массиве Ортлес. Высота над уровнем моря — 3769 м. Она расположена вдоль границы областей Трентино-Альто-Адидже и Ломбардии и пользуется большой популярностью даже весной и летом благодаря хорошим условиям для катания на лыжах.